# 1212
| [ Edytuj tabelę ]                 |                                                                  |
| Książę Małopolski                 | - 1211 Leszek Biały 1227                                         |
| Książę Wielkopolski               | - 1202 Władysław III Laskonogi 1229 - 1208 Władysław Odonic 1218 |
| Król Angkoru                      | - 1181 Dżajawarman VII 1218                                      |
| Król Anglii                       | - 1199 Jan bez Ziemi 1216                                        |
| Król Aragonii i hrabia Barcelony  | - 1196 Piotr II Katolicki 1213                                   |
| Książę Bawarii                    | - 1183 Ludwik I 1231                                             |
| Margrabia Brandenburgii           | - 1205 Albrecht II 1220                                          |
| Książę Burgundii                  | - 1192 Eudes III 1218                                            |
| Cesarz Bizancjum                  | - 1204 Teodor I Laskarys 1222                                    |
| Car Bułgarii                      | - 1207 Borił 1218                                                |
| Cesarz Chin                       | - 1194 Song Ningzong 1224                                        |
| Król Cypru                        | - 1205 Hugo I 1218                                               |
| Król Czech                        | - 1198 Przemysł Ottokar I 1230                                   |
| Król Danii                        | - 1202 Waldemar II Zwycięski 1241                                |
| Władca Egiptu                     | - 1199 Al-Adil 1218                                              |
| Cesarz Etiopii                    | - 1189 Gebre Meskel 1229                                         |
| Król Francji                      | - 1180 Filip II August 1223                                      |
| Król Gruzji                       | - 1184 Tamara 1213                                               |
| Cesarz Japonii                    | - 1210 Juntoku 1221                                              |
| Kalif                             | - 1180 An-Nasir 1225                                             |
| Król Kastylii                     | - 1158 Alfons VIII Szlachetny 1214                               |
| Patriarcha Konstantynopola        | - 1207 Michał IV Autorejan 1213                                  |
| Władca Korei                      | - 1211 Kangjong 1213                                             |
| Król Leónu                        | - 1188 Alfons IX 1230                                            |
| Cesarz Łaciński                   | - 1205 Henryk Flandryjski 1216                                   |
| Kalif Maroka                      | - 1199 Muhammad an-Nasir 1213                                    |
| Król Nawarry                      | - 1194 Sanczo VII 1234                                           |
| Król Norwegii                     | - 1204 Inge II Baardsson 1217                                    |
| Hrabia Palatynatu                 | - 1211 Henryk VI z Welf 1214                                     |
| Papież                            | - 1198 Innocenty III 1216                                        |
| Król Portugalii                   | - 1211 Alfons II 1223                                            |
| Sułtan Rumu                       | - 1211 Kajkawus I 1220                                           |
| Książę Rusi halickiej             | - 1211 Daniel I 1213                                             |
| Cesarz Rzymski (niemiecki)        | - 1209 Otto IV 1218                                              |
| Książę Saksonii                   | - 1180 Bernard III 1212 - 1212 Albrecht I 1260                   |
| Król Szkocji                      | - 1165 Wilhelm I 1214                                            |
| Król Szwecji                      | - 1208 Eryk X Knutsson 1216                                      |
| Doża Wenecji                      | - 1205 Pietro Ziani 1229                                         |
| Król Węgier                       | - 1205 Andrzej II 1235                                           |
| Wielki mistrz zakonu krzyżackiego | - 1209 Hermann von Salza 1239                                    |

Rok 1212 / MCCXII
stulecia: XII wiek ~
XIII wiek ~
XIV wiek

lata: 1202 «
1207 «
1208 «
1209 «
1210 «
1211 «
1212
» 1213
» 1214
» 1215
» 1216
» 1217
» 1222

## Wydarzenia w Polsce
- Mąkolno – odbył się tutaj synod, zwołany przez arcybiskupa gnieźnieńskiego Henryka Kietlicza, z udziałem Konrada Mazowieckiego i Leszka Białego, w celu zorganizowania misji chrystianizacyjnej w Prusach.

## Wydarzenia na świecie
- 16 lipca – stoczono bitwę pod Las Navas de Tolosa, która była punktem przełomowym rekonkwisty[1].
- 26 września – król sycylijski Fryderyk II wydał Złotą Bullę Sycylijską, w której nadał władcom Czech dziedziczny tytuł królewski[1].
- 9 grudnia – Moguncja: Fryderyk II Hohenstauf koronowany na króla niemieckiego.
- Odbyła się tzw. Krucjata dziecięca.

## Urodzili się
- 9 marca – Hugo IV, książę Burgundii (zm. 1272)
- 22 marca – Go-Horikawa, cesarz Japonii (zm. 1234)

- Data dzienna nieznana: 
  - Jolanta Jerozolimska – królowa Jerozolimy, Sycylii i Niemiec (zm. 1228)
  - Henryk V Luksemburski – hrabia Luksemburga (zm. 1281)
  - Farinata degli Uberti – włoski arystokrata, przywódca polityczny i wojskowy (zm. 1264)
  - Malatesta da Verucchio – włoski polityk, szlachcic i kondotier (zm. 1312)
  - Guru Chökyi Wangchuk – wielki mistrz i odkrywca duchowych skarbów Padmasambhawy ze szkoły ningma (zm. 1270)

## Zmarli
- 14/15 kwietnia – Wsiewołod III Wielkie Gniazdo, wielki książę włodzimierski (ur. 1154)
- 26 sierpnia – Michał IV Autorejan, ekumeniczny patriarcha Konstantynopola (ur. ?)
- data dzienna nieznana:
  - Anna Angelina – cesarzowa nicejska (ur. 1176)
  - Bernard Askańczyk – hrabia Anhaltu i książę Saksonii z dynastii askańskiej (ur. ok. 1140)
  - Maria z Montferratu – królowa Jerozolimy (ur. 1193)